# 中国人民解放军东部战区陆军
中国人民解放军东部战区陆军，机关驻地福州市，是中国人民解放军东部战区的陆军。

## 沿革
2015年12月31日，中国人民解放军陆军领导机构正式成立。2016年2月1日，中国人民解放军战区成立大会在北京八一大楼举行。中共中央总书记、国家主席、中央军委主席习近平向东部战区、南部战区、西部战区、北部战区、中部战区授予军旗并发布训令。2016年1月底，中国人民解放军东部战区陆军成立大会在福州市举行。中国人民解放军东部战区陆军机关驻地设在福州市。东部战区陆军部队来自原南京军区。
2017年4月27日，国防部新闻发言人宣布：中央军委决定以原18个集团军为基础，调整组建13个集团军。这13个集团军的番号依次为陆军第71集团军至第83集团军。随后，官方媒体陆续披露了这13个集团军与各战区陆军的隶属关系。其中，第71、72、73集团军隶属东部战区陆军。

## 编制

### 职能部门
- 参谋部
- 政治工作部
- 后勤部
- 装备部
- 纪律检查委员会

### 直属单位
- 中国人民解放军陆军三界合同战术训练基地
- 中国人民解放军陆军第一综合训练基地
- 中国人民解放军陆军第二综合训练基地

### 直属部队
集团军
- 陆军第七十一集团军（军部驻江苏徐州）
- 陆军第七十二集团军（军部驻浙江湖州）
- 陆军第七十三集团军（军部驻福建厦门）

其他直属部队
- 侦察情报第一旅
- 信息保障第一旅
- 电子对抗第一旅
- 远程火箭炮兵第一旅
- 舟桥第三十一旅
- 海防第三〇一旅（驻海门）[5]
- 海防第三〇二旅（驻舟山）[6]
- 海防第三〇三旅（驻长乐）
- 海防第三〇四旅（驻厦门）

## 历任领导
| 司令员 1. 秦卫江 中将（2016年—2018年12月） 2. 徐起零 中将（2018年12月—2020年4月） 3. 林向阳 中将（2020年4月—2021年8月） 4. 孔军 中将 （2021年12月—） 副司令员 - 傅勇 少将（2016年—） - 于中海 少将（2016年—） - 张学锋 少将（2017年—） | 政治委员 1. 廖可铎 中将（2016年—2019年4月） 2. 张红兵 中将（2019年12月—） 副政治委员 - 孟中康 少将（2016年—2017年1月） - 邹运明 少将（2017年—） |

| 参谋长 - 张践 少将（2016年—2017年） - 周友亚 少将（2018年—） 副参谋长 - 乔利明 少将（2016年—） - 陈富群 少将 | 政治工作部主任 - 王延奎 少将（2016年—） 政治工作部副主任 - 王杰超 大校（2016年—） - 方永祥 少将（2016年—2017年4月） - 杨学勇 - 徐云鹏 少将 |

| 后勤部部长 - 毕见平 少将（2016年—） 后勤部副部长 - 李智威（2016年—） | 装备部部长 - 王文立 少将（2016年—） 装备部副部长 - 冯军（2016年—） |

纪律检查委员会书记
- 陈剑飞 少将（2016年—）[22]

纪律检查委员会副书记
- 季风 少将（2016年—）[22]
- 王小鸣 少将（2016年—）[23]